# Sápadt szemeslepke
A sápadt szemeslepke (Lopinga achine) Eurázsia lombos erdeiben élő, a tarkalepkefélék családjába tartozó lepkefaj. 

## Megjelenése
A lepke szárnyfesztávolsága 48–54 mm. Szárnyai a hímek esetében sötétebb, a nőstényeknél halvány kávébarna alapszínűek. Elülső szárnyainak csúcsa lekerekített, hátsó szárnyainak pereme félkör alakú. A szárnyak pereme fehérrel szegélyezett, enyhén hullámos. Szélükön sárga gyűrűvel övezett fekete szemfoltok sorakoznak. A szárnyak fonákja szürkével árnyalt sárgásbarna, a hátsó szárny valamivel sötétebb árnyalatú. A szemfoltok itt is láthatóak, sárga gyűrűjük szélesebb és közepükön fehér pupilla is megtalálható. A szemfoltsort az első szárnyon sárga, a hátsón fehér színű, zegzugos sáv határolja. A szárnyak fonákján a szegélyek mentén három sötét, hullámos vonal fut végig.
Hernyója zöld, oldalán két világos, hátán három sötétzöld csík húzódik. Feje sárgásbarna, apró fehér pöttyökkel.

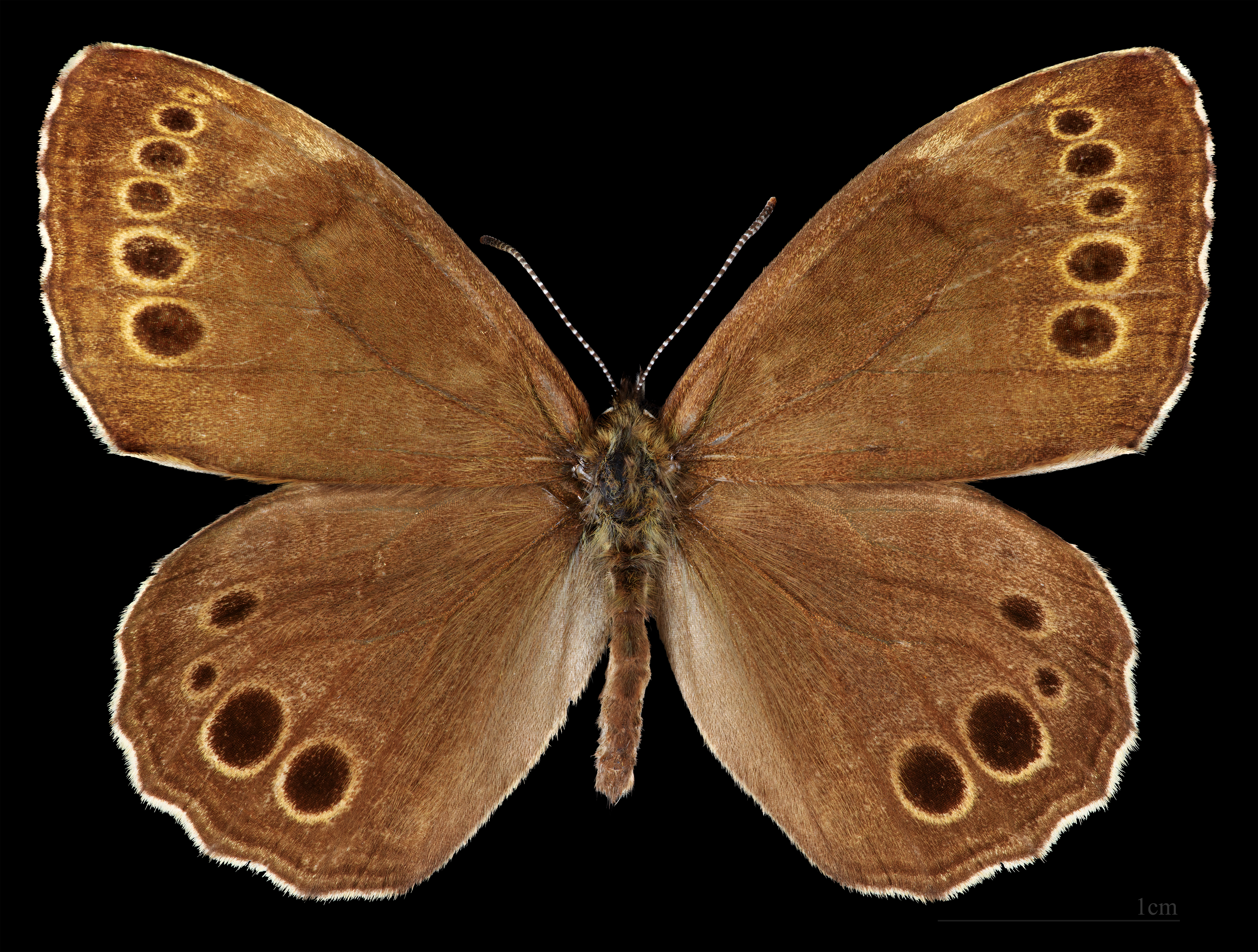
Lopinga achine ♂
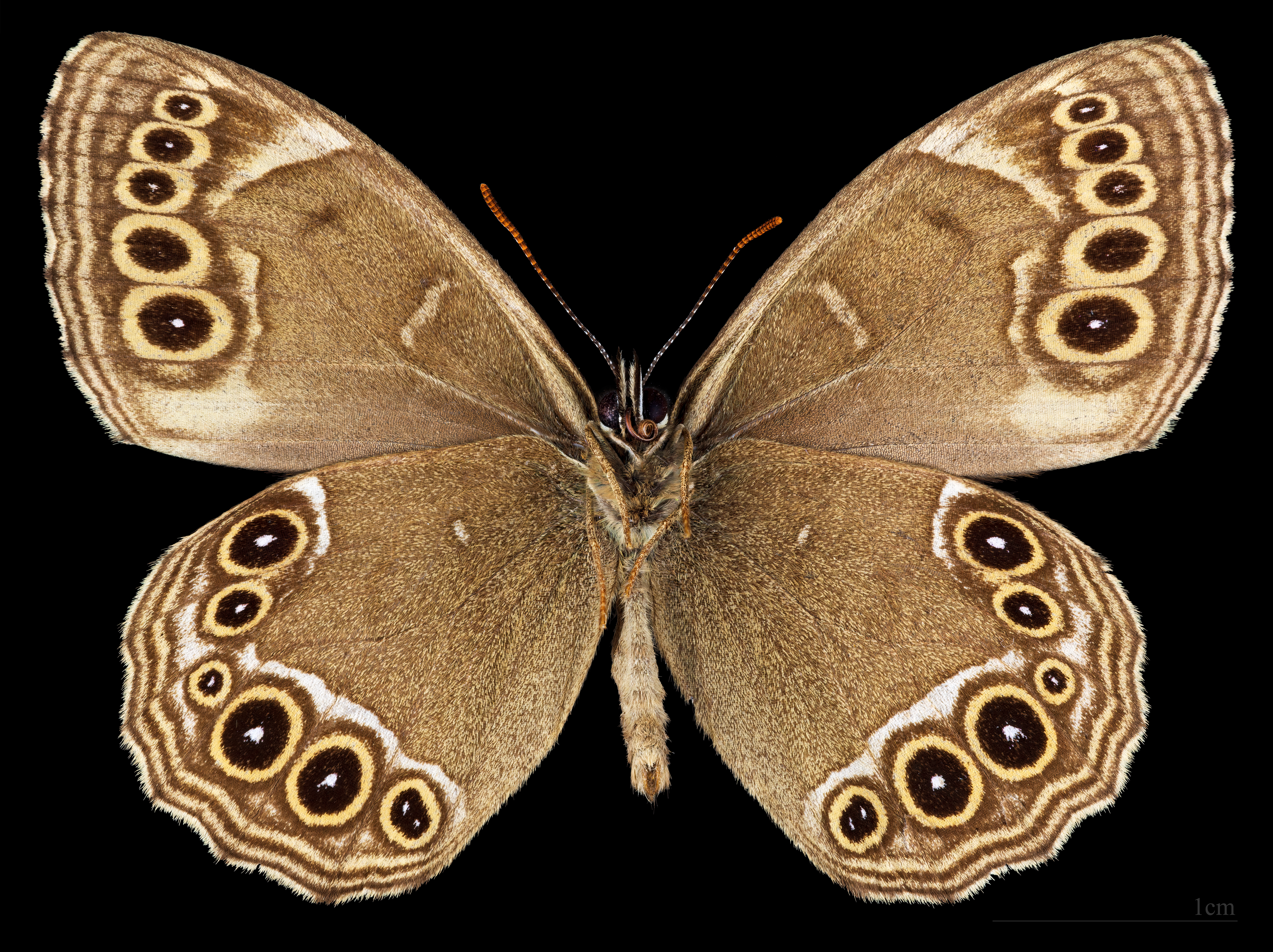
Lopinga achine ♂   △

## Elterjedése
Eurázsiai, palearktikus elterjedésű faj. Leginkább Közép-Európára (Ausztria, Csehország) jellemző, de Észak-Spanyolországban, Franciaországban és a Balkánon is vannak elszigetelt populációi. Kelet-Európában gyakoribb, itt a lombos erdő zónáját követve Szibériáig, sőt egészen a Távol-Keletig előfordul. Magyarországon csak az Őrségben és az Aggteleki karszton tartják számon állományait, régebben leírták a Zalai-dombságról és a Dél-Dunántúl más pontjairól is.
Létszáma Európában csökkenőben van, Boszniából, Belgiumból és Bulgáriából kipusztult. Az utóbbi időben Cseh-, Német-, Lengyelországban és Ukrajnában több mint 30%-kal esett vissza a számuk. 

## Életmódja
Nedves, üde, dús aljnövényzetű lombos vagy vegyes erdők lakója. Imágója május közepétől július végéig repül. A nőstény erdei fűfélékre rakja le sárgás vagy zöldesfehér petéit. A hernyók szálkaperje (Brachypodium), búza (Triticum), vadóc (Lolium) perje (Poa) vagy sás (Carex) fajok leveleivel táplálkoznak. Hernyó formában telel át, majd kora májusban bebábozódik és május végén, június elején kikelnek az imágók. Évente egy nemzedéke nő fel.
Magyarországon védett, természetvédelmi értéke 100 000 Ft.

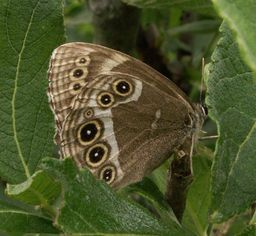
A szárny hátoldala
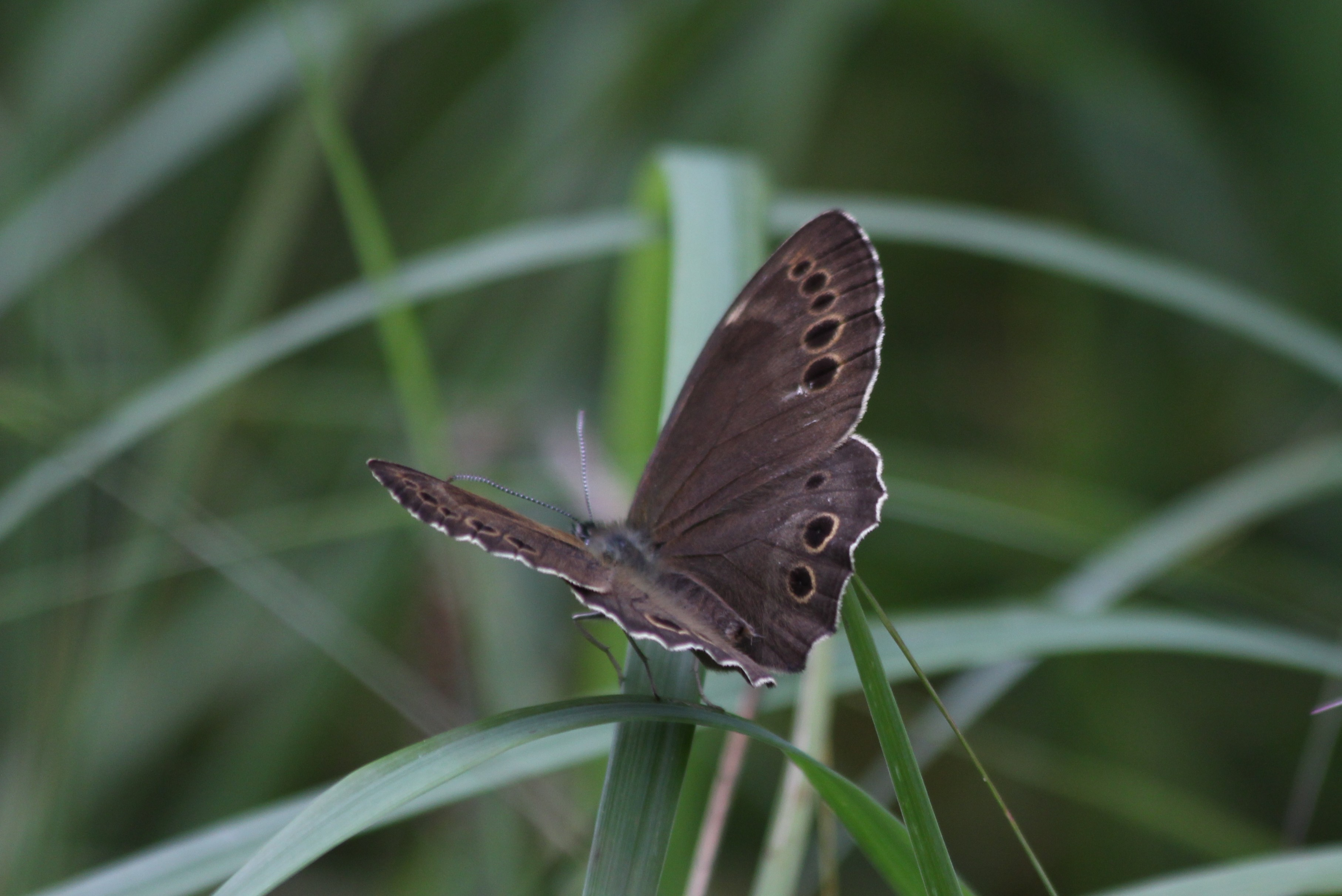
Sápadt szemeslepke
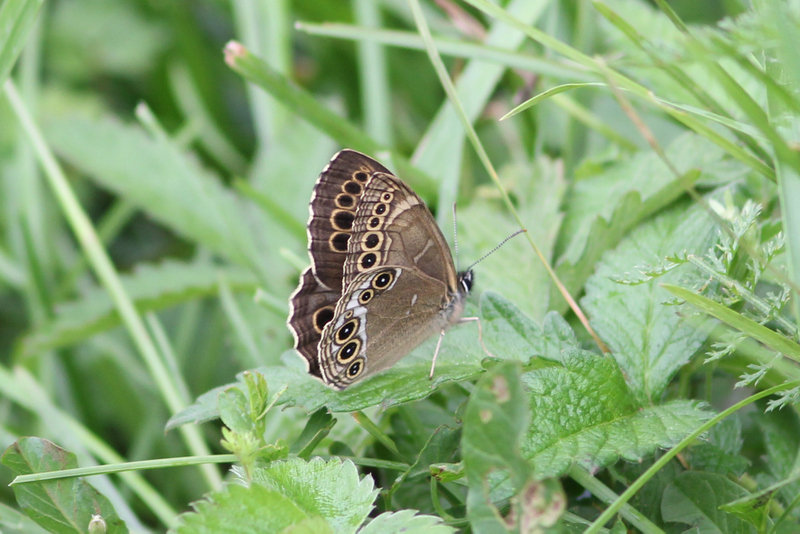
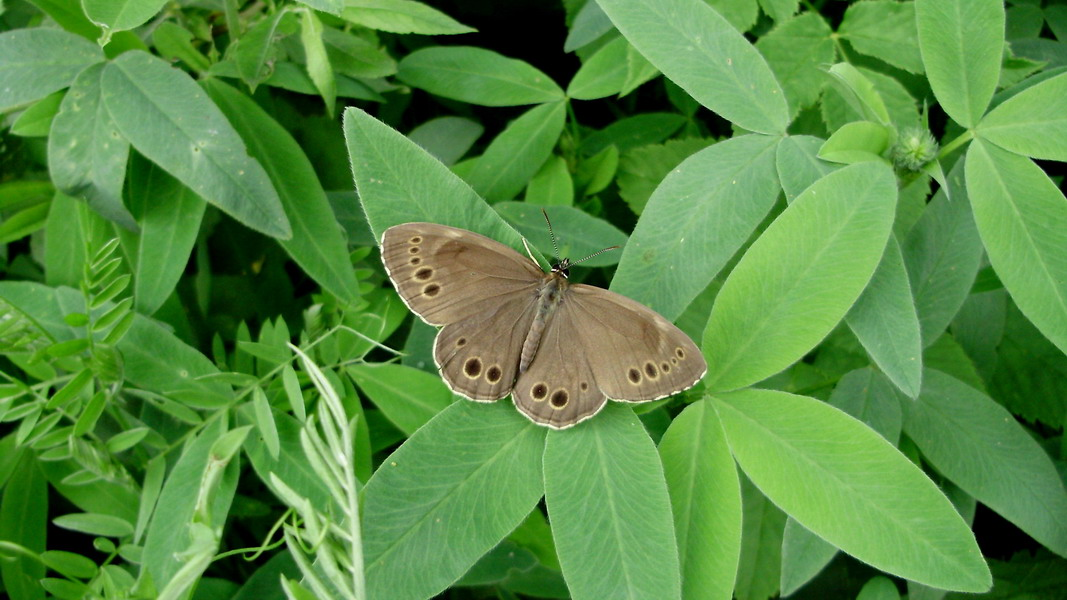